# Arethas
Arethas (cca. 860 - cca.932) a fost un umanist și bibliofil bizantin, care a devenit episcop al Cezareei la începutul secolului al X-lea.
Arethas de Cezareea s-a născut la Patrae, în Grecia, cu aproximație în anul 860. Ca toți erudiții acestei perioade, a fost un discipol al lui Fotie (Photius). Arethas este recunoscut ca unul din cei mai docți teologi din Biserica Greacă. Scrierile lui Arethas includ un comentariu complet despre Apocalipsă,  publicat pentru prima oară în anul 1535. Acest comentariu (scholia) a fost inclus de Migne în volumul 106 de Patrologie Greacă. De asemenea, Arethas a făcut și comentarii importante ale scrierilor lui Platon și Lucian.